# Мореснет
50°43′48″ пн. ш. 6°00′54″ сх. д. / 50.73° пн. ш. 6.015° сх. д.

Неофіційний прапор Мореснет (1883)

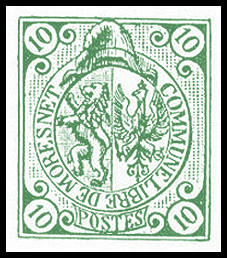
Герб Мореснет на мореснетській поштовій марці (1867)

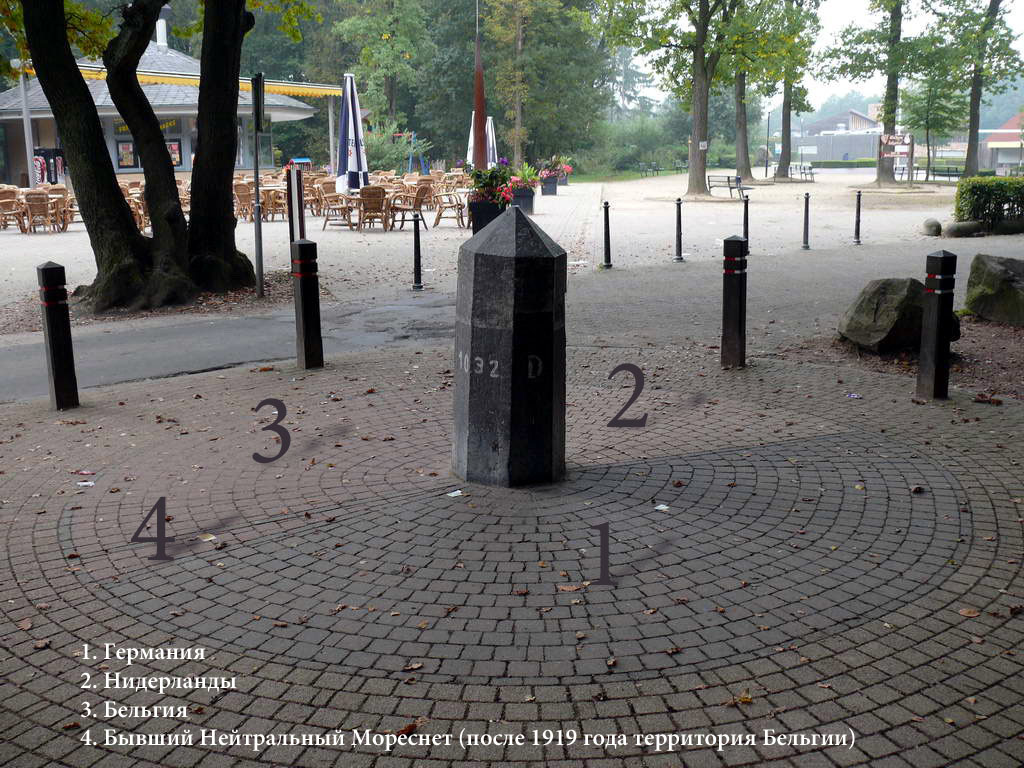
Точка перетину кордонів трьох країн:
1.Німеччина
2.Нідерланди
3.Бельгія
4.Нейтральний Мореснет (зараз територія Бельгії)

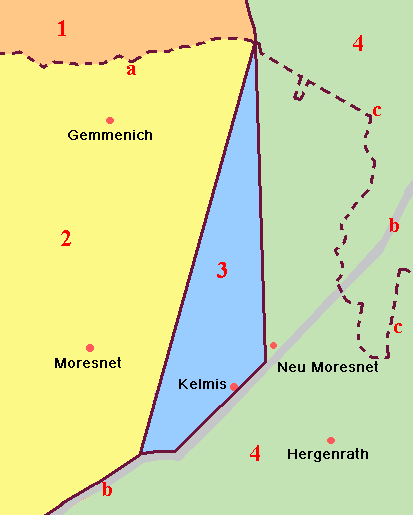
Схема 1. Місцезнаходження та околиці Нейтрального Мореснет.
На схемі:
a — межа Бельгії та Нідерландів (з 1843);
b — дорога з Ахена в Льєж;
c — межа Бельгії — Німеччині (з 1919)

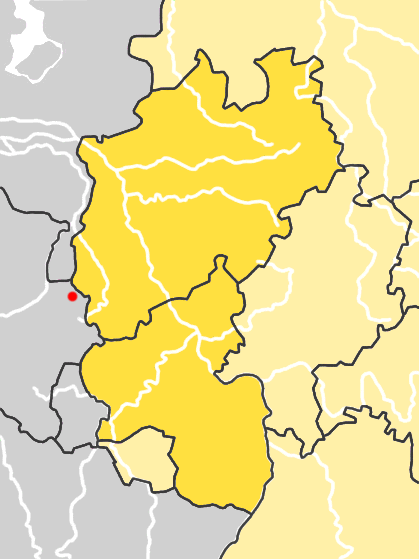
Схема 2. Мореснет на карті Європи (позначений червоним)

Мореснет (Морне) або Нейтральний Мореснет (Нейтральне Морне) (нід. Neutraal Moresnet, нім. Neutral-Moresnet, фр. Moresnet-Neutre, есп. Moresnet Neŭtrala, Neŭtrala Moresnet фр. вимова: [mɔʁɛsnɛt], [mɔʁɛsnɛ], нім. вимова: [ˈmɔʁəsnɛt], [ˌmɔʁəsˈnɛt]) — нейтральна територія, кондомініум площею близько 3,5 км², який існував в 1816–1920 роках. Розташована за 7 км на північний захід від Аахену, південніше Валсербергу, де зараз перетинаються кордони Німеччини, Бельгії та Нідерландів.

## Назва
Назва має різні вимови, оскільки саме по собі воно — французького походження, проте населення Мореснет вимовляє його відповідно до німецьких або нідерландських мовних норм.

## Історія
У 1816 році, після французької окупації, Об'єднане королівство Нідерландів та Пруссія вирішили не сперечатися через цей клаптик землі та влаштувати тут нейтральну зону, якою спочатку ці держави керували спільно, а в 1830 році, коли Бельгія отримала незалежність від Нідерландів, бельгійці замінили голландців в управлінні Мореснетом (хоча формально Нідерланди ніколи не відступали від своїх претензій).
У 1859 році Мореснет отримав великий ступінь самоврядування завдяки установі муніципальної ради з 10 членів, а також призначенням мера, але мешканці не мали права голосу. Сюди направлялися біженці з різних країн, в Мореснет не було поліції, населення вважалося особами без громадянства, зате у території був свій прапор та герб. І лише після Першої світової війни, в 1919 році по Версальському договору Нейтральний Мореснет відійшов Бельгії.

## Теперішній час
Залишки Нейтрального Мореснет сьогодні можна виявити поряд з Валсербергом. У точці перетину кордонів Німеччини, Нідерландів та Бельгії досі є сектор Мореснет, хоча він і належить зараз Бельгії.